# Aldom Deuro
Aldom Deuro (20 december 2000) is een Malinees voetballer die speelt al middenvelder. Sinds 2019 staat hij onder contract bij Cercle Brugge. Tijdens het seizoen 2021/22 speelt hij op huurbasis voor het Franse LB Châteauroux.

## Carrière
Cercle Brugge plukte Deuro in januari 2019 weg bij het Malinese Afrique Football Elite. Wegens problemen met zijn papieren kwam hij pas midden april in Brugge aan. Op 3 augustus 2019 maakte hij zijn officiële debuut voor de club in de competitiewedstrijd tegen KV Oostende.
Tijdens het seizoen 2021/22 speelt hij op huurbasis voor het Franse LB Châteauroux dat in de Championnat National uitkomt.

## Clubstatistieken
| Seizoen                         | Club             | Land            | Competitie         | Competitie | Competitie | Beker | Beker | Supercup | Supercup | Europees | Europees | Totaal | Totaal |
| Seizoen                         | Club             | Land            | Competitie         | Wed.       | Dlp.       | Wed.  | Dlp.  | Wed.     | Dlp.     | Wed.     | Dlp.     | Wed.   | Dlp.   |
| ------------------------------- | ---------------- | --------------- | ------------------ | ---------- | ---------- | ----- | ----- | -------- | -------- | -------- | -------- | ------ | ------ |
| 2018/19                         | Cercle Brugge    | België          | Jupiler Pro League | 0          | 0          | 0     | 0     | —        | —        | —        | —        | 0      | 0      |
| 2019/20                         | Cercle Brugge    | België          | Jupiler Pro League | 1          | 0          | 0     | 0     | —        | —        | —        | —        | 1      | 0      |
| 2020/21                         | Cercle Brugge    | België          | Jupiler Pro League | 0          | 0          | 1     | 0     | —        | —        | —        | —        | 1      | 0      |
| 2021/22                         | → LB Châteauroux | Frankrijk       | National           | 5          | 0          | 0     | 0     | —        | —        | —        | —        | 5      | 0      |
| Carrière totaal                 | Carrière totaal  | Carrière totaal | Carrière totaal    | 6          | 0          | 1     | 0     | 0        | 0        | 0        | 0        | 7      | 0      |
| Bijgewerkt op 19 februari 2021. |                  |                 |                    |            |            |       |       |          |          |          |          |        |        |